# Tibouchina roseotincta
Tibouchina roseotincta là một loài thực vật có hoa trong họ Mua. Loài này được Todzia miêu tả khoa học đầu tiên năm 1999.